# Arcanes (jeu vidéo)
Pour les articles homonymes, voir Arcane.
Arcanes (Magic and Mayhem en version originale) est un jeu vidéo de stratégie en temps réel et de rôle développé par Mythos Games et publié par Virgin Interactive en Europe en 1998 et par Bethesda Softworks en Amérique du Nord en 1999. Il se déroule dans un univers médiéval-fantastique composé de trois royaumes d’inspiration celtique, antique et médiévale. Le joueur incarne un magicien qui peut notamment invoquer des créatures pour l’aider dans sa quête. Comme dans un jeu de stratégie en temps réel, il contrôle directement les créatures qu’il invoque et, comme dans un jeu de rôle, il gagne de l’expérience, qui lui permet d’améliorer ses caractéristiques, et débloque de nouveau sortilèges en progressant dans le jeu. À sa sortie, le jeu fait l’objet de critiques plutôt positives dans la presse spécialisée qui salue son système de jeu simple et original mais qui déplore les lacunes de sa réalisation, avec des problèmes de ralentissement et de pathfinding. 
Le jeu bénéficie d’une suite, Magic and Mayhem: The Art of Magic, publiée en 2001.

## Trame
Arcanes se déroule dans un univers médiéval-fantastique dans lequel le joueur incarne Cornélius, un jeune étudiant en science des choses cachées, qui quitte son académie afin de rejoindre son oncle et de parfaire son apprentissage. En arrivant chez ce dernier, il constate sa disparition et décide de partir à sa recherche dans le monde d’Arcanes. Celui-ci est divisé en trois royaumes que le héros traverse successivement. Chaque royaume est associé à une époque : celtique pour le royaume d’Avalon, Grèce antique pour Egée et médiéval pour Albion.  

## Système de jeu
Arcanes combine des éléments de jeu de stratégie en temps réel et de jeu vidéo de rôle. Le joueur incarne un magicien qui peut notamment invoquer des créatures pour l’aider à accomplir ses objectifs. Comme dans un jeu de stratégie en temps réel, le joueur contrôle directement ces créatures qui ont différentes aptitudes pour le combat. Comme dans un jeu de rôle, le héros gagne de l’expérience, qui lui permet d’améliorer ses caractéristiques, et débloque de nouveau sortilèges en progressant dans le jeu. La campagne du jeu est divisé en trois parties, qui correspondent aux trois royaumes que traverse successivement le personnage. Chaque partie est composée de douze scénarios. A la fin d'un scénario, le personnage gagne de l’expérience en fonction de la réussite de certains objectifs. Il peut par exemple s’agir de battre un magicien, de récupérer un objet magique ou de discuter avec un personnage. Tuer des monstres ne rapporte en revanche pas d’expérience. L’expérience permet d’améliorer les caractéristiques du héros comme ses points de vie, l’énergie magique dont il dispose ou le nombre de créatures qu’il peut invoquer. Les sortilèges peuvent être confectionnés dans la malle avant de début d’un scénario. Pour cela, le joueur s’appuie sur les compétences en alchimie de son personnage et doit combiner des talismans et des objets magiques. Les talismans sont la base de la magie du jeu. Il en existe trois (neutre, chaos et loi) qui donnent des sortilèges différents en fonction des objets magiques avec lesquels ils sont associés. Trois types de sortilèges sont disponibles dans le jeu. Les sorts d’invocation permettent de créer des créatures, qui constituent les troupes du magicien et qu’il peut contrôler directement. Les sorts de protection permettent au joueur de soigner ou de rendre plus puissant ses troupes et les sorts à effets ont une vocation offensive et permettent par exemple de lancer une boule de feu. Lancer des sortilèges nécessite du mana (l’énergie magique). Pour en récupérer, le joueur peut amener son personnage sur une source de pouvoir, comme un temple ou une église, qui en génère en permanence. Il peut aussi récupérer des feux follets de mana, qui en génère de manière aléatoire.   
L’écran principal du jeu est divisé en cinq parties, dont la partie centrale où se déroule l’action. En haut de l’écran se trouve quatre icônes qui permettent d’accéder au menu principal, à la malle (où le joueur peut confectionner des sortilèges), au grimoire et aux caractéristiques de son personnage. Des icônes en bas de l’écran indiquent les sortilèges sélectionnés et prêt à être lancés, ainsi que les talismans en possession du héros. En haut à droite se trouve la mini-map qui donne une vue d’ensemble de la carte. Comme dans la plupart des jeux de stratégie en temps réel, le joueur utilise la souris pour sélectionner les personnages et leur donner des ordres. Il peut de plus mettre le jeu en pause avec la touche espace.

## Développement et publication
Arcanes est développé par le studio Mythos Games, connu pour avoir notamment créé la série X-COM. Il est publié par Virgin Interactive en Europe en novembre 1998. Il est ensuite publié par Bethesda Softworks en Amérique du Nord en mai 1999.

## Accueil
| Arcanes               |      |       |
| Média                 | Pays | Notes |
| Computer Gaming World | US   | 3.5/5 |
| Cyber Stratège        | FR   | 3.5/5 |
| GameSpot              | US   | 64 %  |
| Gen4                  | FR   | 4/5   |
| Joystick              | FR   | 75 %  |
| PC Gamer UK           | GB   | 78 %  |
| PC Zone               | GB   | 92 %  |

À sa sortie, Arcanes fait l’objet d’une critique plutôt positive du journaliste Tom Price dans le magazine Computer Gaming World qui estime qu’il est « amusant et stimulant » mais qu’il « manque un peu de profondeur ». S’il salue l’originalité de son système de jeu, il juge en effet qu’il est parfois superficiel, notamment dans sa dimension jeu de rôle. Il déplore de plus de fort ralentissement en multijoueur, même à deux en réseau local, avant de conclure qu’il constitue un jeu « étrange et addictif » qui « mérite qu’on s’y attarde ». Dans le magazine Gen4, le journaliste Cédric Gasperini est un peu plus enthousiaste et le considère comme « une belle et agréable surprise ». Sur le plan technique, il juge d’abord que son introduction est « très jolie », que ses graphismes sont « agréables, sans être sensationnel » et que sa musique est « phénoménale » et colle parfaitement au jeu. Il déplore en revanche les lacunes de son intelligence artificielle et son pathfinding hasardeux, ainsi que quelques bugs graphiques. Concernant son gameplay, il estime que le jeu « regorge de bonnes idées », avec notamment sa gestion des personnages et des créatures et son système d’apprentissage des sortilèges. Il conclut ainsi qu’il constitue « un excellent jeu d’aventure » qui ne restera peut-être pas dans les annales mais qui offre « de longues heures de plaisirs » et qui « mérite qu’on s’y attarde ». La critique du journaliste de Joystick est également plutôt positive. Celui-ci salue d’abord l’originalité de son système de combat et de magie, qui rappelle celui de Dark Legions, ainsi que la variété et les particularités des créatures que le joueur peut invoquer. Sur le plan technique, il juge que son introduction est « géniale et originale », que ses graphismes sont « très détaillés », que sa musique est « fabuleuse » et que son interface est très réussie. Il estime en revanche qu’il est desservi par la lenteur des animations, un scrolling poussif et les lacunes de son pathfinding. En conclusion, il considère qu’il lui manque quelque chose pour en faire un jeu d’anthologie et qu’il est plutôt destiné aux débutants, pour qui il se révèle original, intéressant, facile à prendre en main et attachant.

## Postérité
Arcanes bénéficie d’une suite, Magic and Mayhem: The Art of Magic, développée par Charybdis et publiée en 2001.